# Tajik League 2017
De Tajik League 2017 is het 26e seizoen van het voetbalkampioenschap van Tadzjikistan (Ligai olii Toçikiston).
Het hoogste niveau bestaat uit acht voetbalclubs en er wordt gevoetbald van het voorjaar tot en met het najaar. Titelhouder van vorige seizoen is Istiqlol Dushanbe.

## Teams
| Team                | Locatie      | Stadion                        | Capaciteit |
| ------------------- | ------------ | ------------------------------ | ---------- |
| Barkchi             | Hisor        | Central Republican Stadium     | 24,000     |
| CSKA Pomir Dushanbe | Dushanbe     | CSKA Stadium                   | 7,000      |
| Istiklol            | Dushanbe     | Central Republican Stadium     | 24,000     |
| Hosilot Farkhor     | Farkhor      | Central Stadium                | 12,000     |
| Khujand             | Khujand      | 20-Letie Nezavisimostistadion  | 20,000     |
| Panjshir            | Balkh        | Panjshir Uktam Mamatova        | 8,500      |
| Regar-TadAZ         | Tursunzoda   | Stadium Metallurg 1st District | 20,000     |
| Vakhsh Qurghonteppa | Qurghonteppa | Tsentralnyi Stadium            | 10,000     |

## Stand
| Pos | Team                   | Wed | W  | G  | V  | Ptn | DV | DT | +/− | Kwalificatie of degradatie                |
| --- | ---------------------- | --- | -- | -- | -- | --- | -- | -- | --- | ----------------------------------------- |
| 1   | Istiklol Doesjanbe (C) | 21  | 17 | 4  | 0  | 55  | 64 | 14 | +50 | AFC Cup 2018                              |
| 2   | Khujand                | 21  | 11 | 4  | 6  | 37  | 44 | 22 | +22 | AFC Cup 2018                              |
| 3   | CSKA Pamir Dushanbe    | 21  | 8  | 10 | 3  | 34  | 19 | 13 | +6  |                                           |
| 4   | Regar-TadAZ            | 21  | 6  | 6  | 9  | 24  | 22 | 23 | −1  |                                           |
| 5   | Barki Tajik            | 21  | 6  | 6  | 9  | 24  | 20 | 27 | −7  |                                           |
| 6   | Vakhsh Qurghonteppa    | 21  | 5  | 7  | 9  | 22  | 17 | 28 | −11 |                                           |
| 7   | Panjshir               | 21  | 5  | 4  | 12 | 19  | 25 | 48 | −23 | degradatie play-offs                      |
| 8   | Khosilot Farkhor (R)   | 21  | 4  | 3  | 14 | 15  | 17 | 55 | −38 | degradatie naar Tajik First Division 2018 |

## Resultaten

### Ronde 1 - 14
| Thuis \ Uit         | BTD | CPD | IST | KHO | KJD | PAN | RZD | VAK |
| ------------------- | --- | --- | --- | --- | --- | --- | --- | --- |
| Barki Tajik         |     | 0–0 | 0–6 | 2–1 | 1–1 | 0–1 | 0–1 | 0–0 |
| CSKA Pamir          | 1–0 |     | 0–4 | 1–0 | 0–0 | 1–0 | 2–0 | 1–1 |
| Istiklol Doesjanbe  | 2–2 | 3–0 |     | 8–2 | 3–0 | 2–1 | 0–0 | 2–0 |
| Khosilot Farkhor    | 0–1 | 0–4 | 0–0 |     | 2–1 | 3–2 | 1–1 | 0–0 |
| Khujand             | 1–0 | 0–0 | 1–2 | 7–0 |     | 2–1 | 3–0 | 2–0 |
| Panjshir            | 2–3 | 0–0 | 1–6 | 0–3 | 0–5 |     | 1–0 | 6–2 |
| Regar-TadAZ         | 1–2 | 0–0 | 1–1 | 0–1 | 2–1 | 1–1 |     | 1–0 |
| Vakhsh Qurghonteppa | 0–0 | 0–0 | 1–5 | 2–0 | 1–4 | 0–1 | 2–1 |     |

### Ronde 15 - 21
| Thuis \ Uit         | BTD | CPD | IST | KHO | KJD | PAN | RZD | VAK |
| ------------------- | --- | --- | --- | --- | --- | --- | --- | --- |
| Barki Tajik         |     |     | 0–2 | 5–1 |     | 3–3 |     |     |
| CSKA Pamir          | 1–0 |     |     |     | 1–0 |     | 1–1 |     |
| Istiklol Doesjanbe  |     | 2–0 |     |     | 5–4 |     | 2–0 | 1–0 |
| Khosilot Farkhor    |     | 0–4 | 1–3 |     | 0–4 |     |     | 0–2 |
| Khujand             | 2–0 |     |     |     |     | 2–1 | 3–2 | 1–1 |
| Panjshir            |     | 1–1 | 0–5 | 2–1 |     |     |     |     |
| Regar-TadAZ         | 1–0 |     |     | 3–0 |     | 6–0 |     | 0–2 |
| Vakhsh Qurghonteppa | 0–1 | 1–1 |     |     |     | 2–1 |     |     |

## Topscores
| Rank | Speler                 | Club                         | Doelpunten |
| ---- | ---------------------- | ---------------------------- | ---------- |
| 1    | Dilshod Vasiev         | Istiklol                     | 16         |
| 2    | Manuchekhr Dzhalilov   | Istiklol                     | 15         |
| 3    | Dilshod Bozorov        | Khujand                      | 9          |
| 3    | Davrondzhon Tuhtasunov | Khujand                      | 9          |
| 5    | Manouchehr Ahmadov     | Khujand                      | 8          |
| 5    | Komron Tursunov        | Regar-TadAZ                  | 8          |
| 7    | Farkhod Tokhirov       | Khujand                      | 7          |
| 7    | Fatkhullo Fatkhuloev   | Istiklol                     | 7          |
| 9    | Dmitry Barkov          | Istiklol                     | 5          |
| 9    | Abdukhalil Boron       | Panjshir/CSKA Pamir Dushanbe | 5          |
| 9    | Sheriddin Boboev       | Barki Tajik                  | 5          |

### Hattricks
| Speler                | Voor        | Tegen            | Resultaat | Datum             |
| --------------------- | ----------- | ---------------- | --------- | ----------------- |
| Manuchekhr Dzhalilov  | Istiklol    | Barki Tajik      | 6-0       | 8 maart 2017      |
| Manuchekhr Dzhalilov4 | Istiklol    | Khosilot Farkhor | 8-2       | 11 april 2017     |
| Jomron Tursunov4      | Regar-TadAZ | Panjshir         | 6-0       | 23 september 2017 |

1992 · 1993 · 1994 · 1995 · 1996 · 1997 · 1998 · 1999 · 2000 · 2001 · 2002 · 2003 · 2004 · 2005 · 2006 · 2007 · 2008 · 2009 · 2010 · 2011 · 2012 · 2013 · 2014 · 2015 · 2016 · 2017 · 2018 · 2019 · 2020 · 2021 · 2022 · 2023 · 2024 · 2025
Chatlon · 
Choedzjand ·
CSKA Pomir · 
Doesjanbe-83 · 
Fajzdjand · 
Istaravshan · 
Istiklol · 
Koektosj Rudaki · 
Lokomotiv Pomir · 
Regar-TadAZ